# Eduardo Serra
Eduardo Martins Serra (Lisbona, 2 ottobre 1943) è un direttore della fotografia portoghese.

## Biografia
Dal 1960 al 1963 studia ingegneria all'Instituto Superior Técnico di Lisbona, e nonostante gli ottimi risultati decide di abbandonare il corso per manifestare con le organizzazioni studentesche contro la dittatura di António de Oliveira Salazar.
Si trasferisce quindi in Francia per iscriversi all'École Louis-Lumière di Parigi, dove si laurea nel 1966.
Nel 1970 ottiene una seconda laurea questa volta all'Università di Parigi-Sorbona in "Storia dell'arte e archeologia".

## Riconoscimenti
È stato candidato due volte ai Premi Oscar per la Migliore fotografia senza mai vincere.
La prima candidatura è del 1998 con Le ali dell'amore, e la seconda del 2004 con La ragazza con l'orecchino di perla.
All'edizione 2004 degli European Film Awards ha vinto il premio alla migliore fotografia per La ragazza con l'orecchino di perla, mentre ha ricevuto la candidatura ai Premi BAFTA.
Il 10 giugno 2004 ha ricevuto dal presidente del Portogallo in persona, Jorge Sampaio, la prestigiosa carica onoraria per i civili che rendono servigi alla cultura portoghese in patria e nel mondo Ordem do Infante D. Henrique.

## Filmografia parziale
- Tango, regia di Patrice Leconte (1993)
- Il profumo di Yvonne (Le Parfum d'Yvonne), regia di Patrice Leconte (1994)
- Il sosia (Grosse fatigue), regia di Michel Blanc (1994)
- Il commediante (Funny Bones), regia di Peter Chelsom (1995)
- Jude, regia di Michael Winterbottom (1996)
- La scomparsa di Finbar (The Disappearance of Finbar), regia di Sue Clayton (1996)
- Le ali dell'amore (The Wings of the Dove), regia di Iain Softley (1997)
- Rien ne va plus, regia di Claude Chabrol (1997)
- Al di là dei sogni (What Dreams May Come), regia di Vincent Ward (1998)
- Il colore della menzogna (Au coeur du mensogne), regia di Claude Chabrol (1999)
- Passion of Mind, regia di Alain Berliner (2000)
- L'amore che non muore (La Veuve de Saint-Pierre), regia di Patrice Leconte (2000)
- Unbreakable - Il predestinato (Unbreakable), regia di M. Night Shyamalan (2000)
- Il fiore del male (La fleur du mal), regia di Claude Chabrol (2003)
- La ragazza con l'orecchino di perla (Girl with a Pearl Earring), regia di Peter Webber (2003)
- Confidenze troppo intime (Confidences trop intimes), regia di Patrice Leconte (2004)
- La damigella d'onore (La Demoiselle d'honneur), regia di Claude Chabrol (2004)
- Beyond the Sea, regia di Kevin Spacey (2004)
- La commedia del potere (L'Ivresse du pouvoir), regia di Claude Chabrol (2006)
- Blood Diamond - Diamanti di sangue (Blood Diamond), regia di Edward Zwick (2006)
- L'innocenza del peccato (La Fille coupée en deux), regia di Claude Chabrol (2007)
- Fados, regia di Carlos Saura (2007)
- Defiance - I giorni del coraggio (Defiance), regia di Edward Zwick (2008)
- Harry Potter e i Doni della Morte - Parte 1 (Harry Potter and the Deathly Hallows - Part 1), regia di David Yates (2010)
- Harry Potter e i Doni della Morte - Parte 2 (Harry Potter and the Deathly Hallows - Part 2), regia di David Yates (2011)
- Una promessa (A promise), regia di Patrice Leconte (2013)